# Zagori

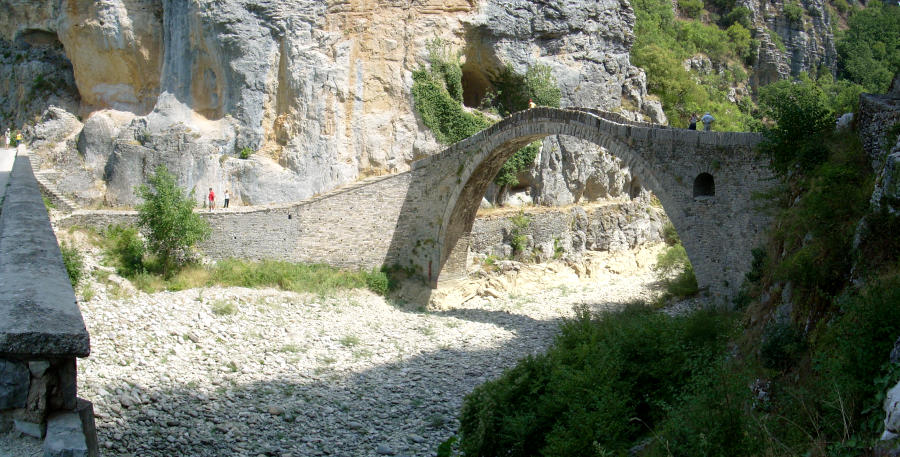
De Kokoris-brug in Zagori

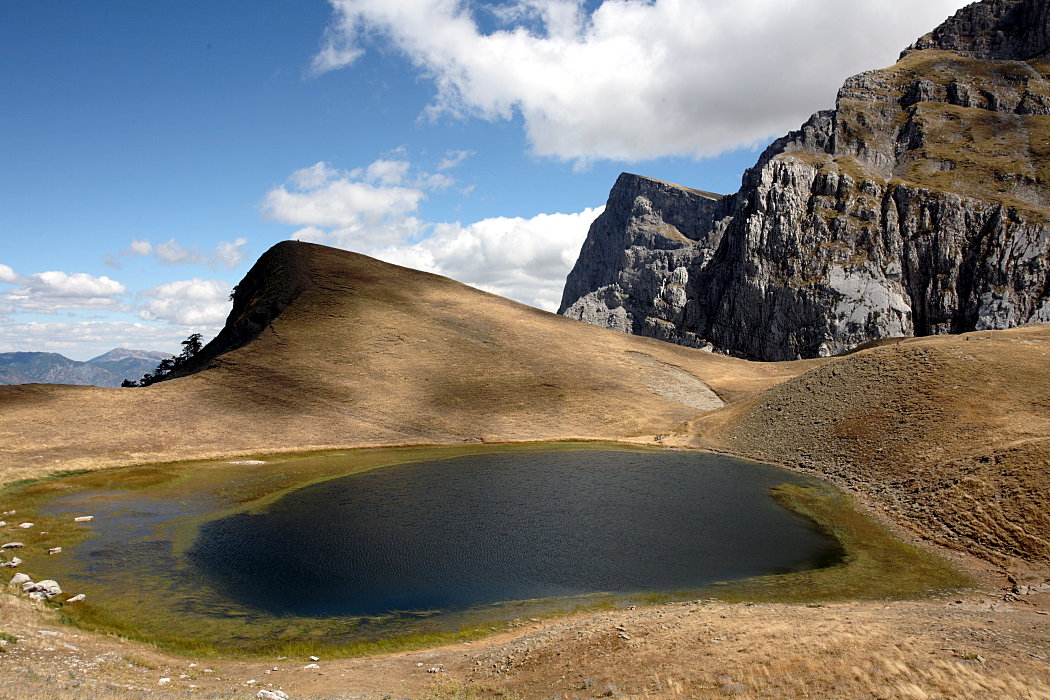
Het Drakenmeer en de top (2.497 m) van de berg Tymfi

Zagori (Grieks: Ζαγόρι) is een gebied in het Pindosgebergte in de regio Epirus in het noordwesten van Griekenland. Het gebied beslaat zo'n 1.000 vierkante kilometer en er bevinden zich 45 kenmerkende dorpen, die bekendstaan onder de naam Zagoria (ook wel Zagorochoria of Zagorohoria). De bevolkingsdichtheid bedraagt zo'n vijf inwoners per vierkante kilometer, vergeleken met 73,8 inwoners per vierkante kilometer voor heel Griekenland.  Sinds 2023 staat het gebied op de Unesco-Werelderfgoedlijst.
Zagori is sedert 2011 een fusiegemeente (dimos) in de Griekse bestuurlijke regio (periferia) Epirus.
De vijf deelgemeenten (dimotiki enotita) van de fusiegemeente zijn:
- Anatoliko Zagori (Ανατολικό Ζαγόρι)
- Kentriko Zagori (Κεντρικό Ζαγόρι), met een wijk Monodendri (Μονοδένδρι)
- Papigko (Πάπιγκο)
- Tymfi (Τύμφη), met de wijken (kinotita) Kipoi (Κήποι) en Koukouli (Κουκούλι)
- Vovousa (Βωβούσα)

## Geschiedenis
De regio is altijd al gekenmerkt geweest door haar zeer moeizame toegankelijkheid vanwege het bergachtige terrein; dit zorgde voor een grotere veiligheid en stabiliteit. De inwoners van het gebied gebruiken enkele woorden uit het oude Noordgriekse dialect die nergens anders in Griekenland meer voorkomen.
Ten tijde van het Byzantijnse Rijk zorgde de relatieve veiligheid van Zagori ervoor dat groepen soldaten er zo nu en dan dorpjes bouwden en zich er vestigden. Van 1204 tot 1431 was het gebied onderdeel van het Despotaat Epirus. In de 14de eeuw werd Zagori beschermd tegen aanvallen vanuit Albanië dankzij de ligging vlak bij Ioannina, het centrum van Grieks verzet in de regio. Hoewel de meeste toponiemen in noordelijk en oostelijk Zagori een Aroemeense etymologie hebben en er zich in zuidelijk en westelijk Zagori toponiemen met een Albanese etymologie bevinden, bleef de Griekse taal toch behouden in de streek. Toen Epirus in 1430 in Turkse handen viel, werden er wederzijdse afspraken met de bezetters gemaakt die leidden tot autonomie, administratieve onafhankelijkheid en een verbod voor Turken het gebied te betreden. In 1431 werd in een verdrag met Sinan Pasha vastgelegd dat de Ottomanen zich niet met de regio zouden bemoeien. Men had er zelfs een eigen bewapend leger. In 1670 werd het verdrag nog eens bekrachtigd en kregen de Zagori zeer veel privileges, genaamd Surutia, die pas weer in 1868 werden afgenomen door de Sultan.
Deze oplossing was de redding van Zagori, omdat het nooit in handen viel van Turkse landeigenaren en dus als geheel bleef bestaan. Er kwamen veel kooplui te wonen die banden hadden met Roemenië, Rusland en Constantinopel. Zij werden de machtigste klasse in het gebied en droegen bij aan de relatieve rijkdom van Zagori tijdens de Turkse bezetting.
In 1820 arriveerde een leger van 1.500 man in Zagori onder leiding van Ismael Pasha. Zij waren een onderdeel van de 20.000 soldaten die achter Ali Pasha aan werden gestuurd. Ismael Pasha trok de meeste privileges in; enkel het recht een lokale gouverneur (Vekylis) aan te wijzen bleef bestaan, maar de macht van deze gouverneur werd tot een minimum beperkt. Ook introduceerde Ismael Pasha een zeer zware belasting van 250 zilverstukken per persoon. Zagori werd bevrijd in 1913 tijdens de Balkanoorlogen.

## Vikoskloof

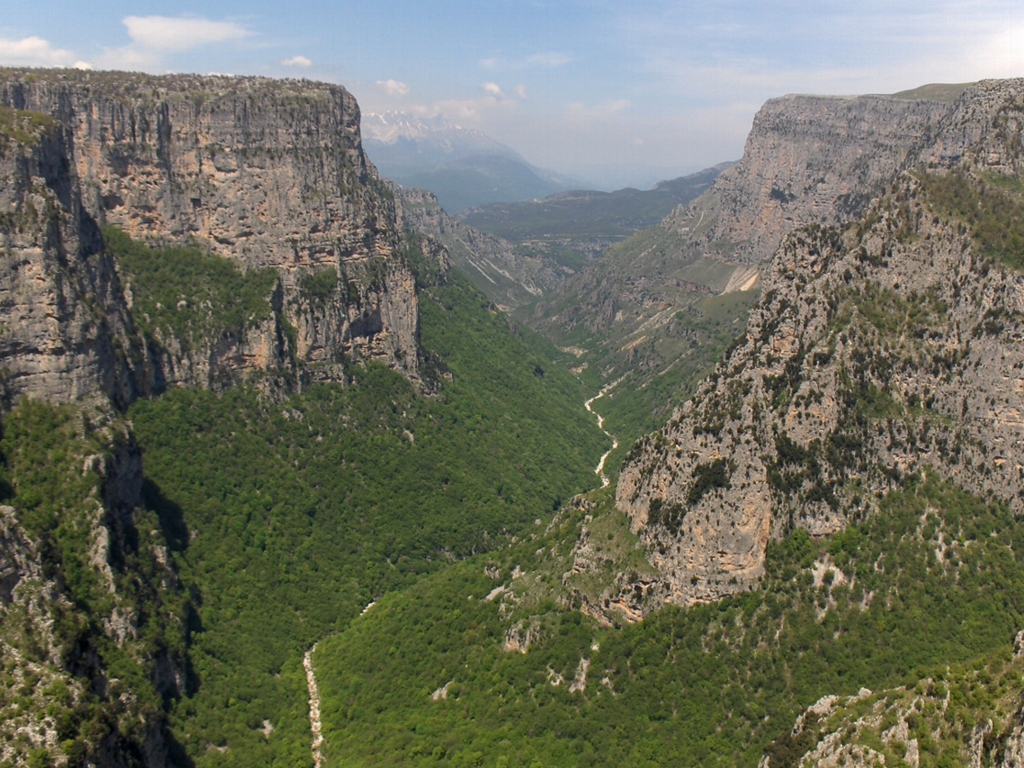
De Vikoskloof vanuit Beloi

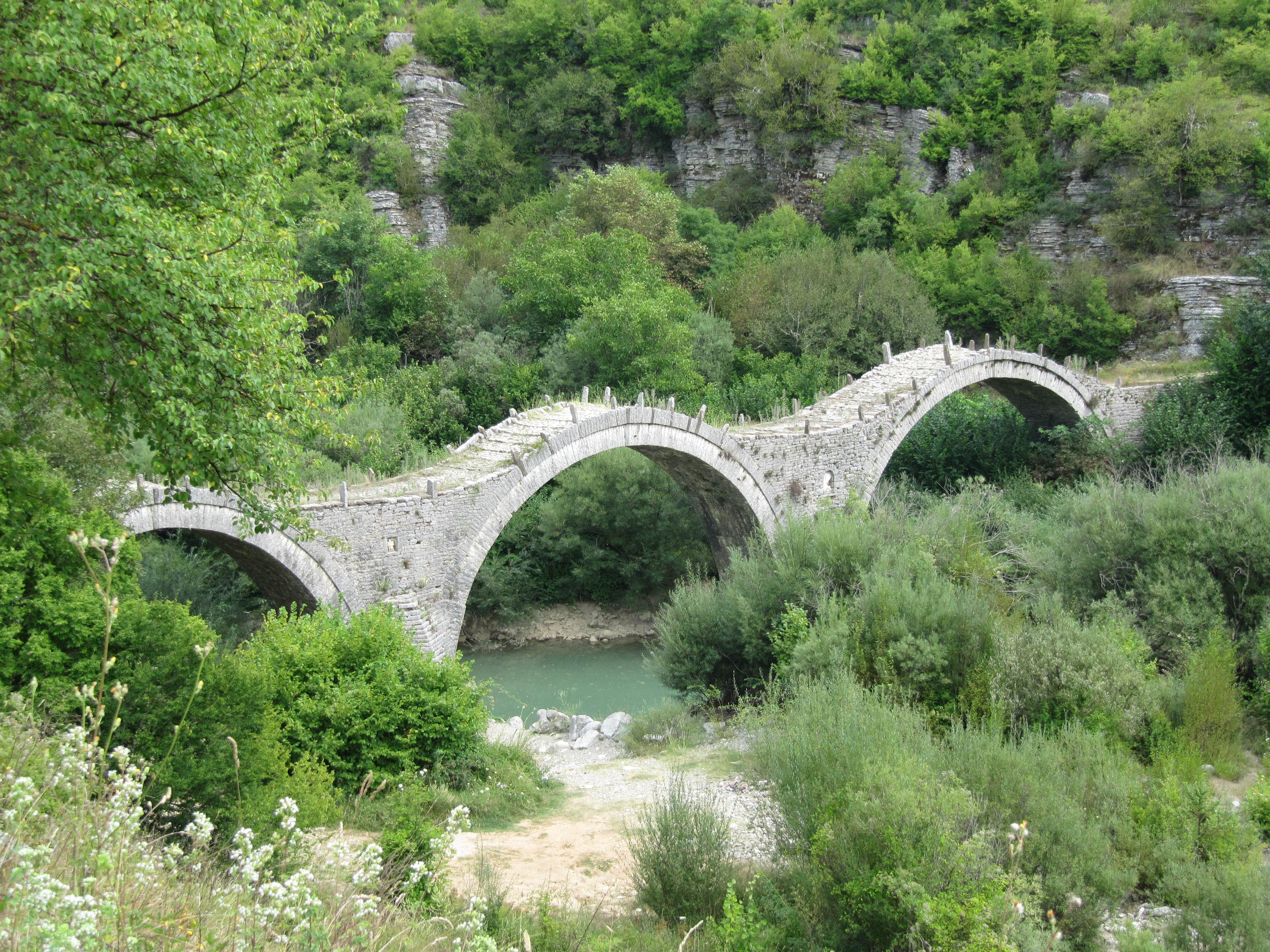
De Plakida- of Kalogeriko-brug bij Kipoi

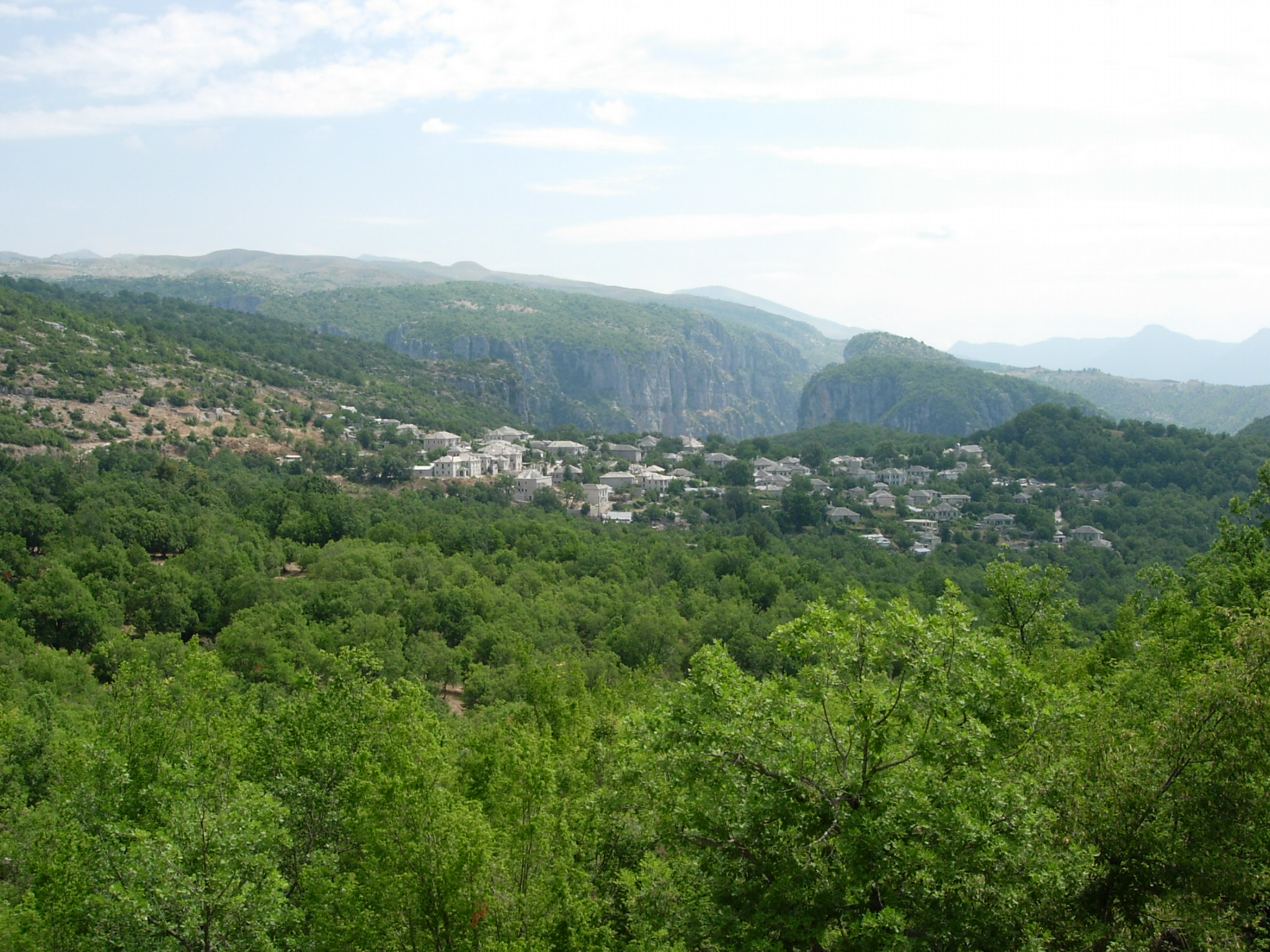
Monodendri met daarachter de Vikoskloof

Van de vele kloven in Zagori is de Vikoskloof de grootste en meest fotogenieke. Deze imposante kloof begint tussen de dorpen Monodendri en Koukouli en eindigt vlak bij het dorp Vikos. Ze vormt het hart van het Nationaal Park Vikos-Aoös en verzamelt het water van enkele kleine riviertjes die samen weer de Voidomatis vormen. De kloof is over miljoenen jaren uitgesleten door deze zijrivier van de Aoös.
De Vikoskloof is volgens het Guinness Book of Records de diepste kloof ter wereld.

## Bruggen
De regio wordt gekend door de aanwezigheid van tientallen eeuwenoude stenen boogbruggen. Deze vormen een van de toeristische trekpleisters van Zagori. Aan de bruggen werd vaak een klok gehangen, die ging luiden bij harde wind als waarschuwing dat oversteken niet veilig was. De Plakida- of Kalogeriko-brug bij het dorpje Kipoi, een zeer opvallende brug met drie bogen, wordt het meest bezocht door toeristen en is op menig ansichtkaart afgebeeld. Ook de Kokoris-brug is tegenwoordig een toeristische attractie.

## Dorpen
In Zagori bevinden zich 45 dorpen die worden gekenmerkt door hun traditionele architectuur en bouwstijl, die in de meeste gevallen ook volgens de wet behouden dient te blijven. Hieronder volgt een overzicht van deze dorpen.

### Anatoliko Zagori (oostelijk Zagori)
Anthrakitis, Greveniti, Demati, Doliani, Elatochori, Itea, Cavallari, Karyes, Kastanona, Makrino, Meliotades, Petra, Vovousa, Tristeno, Flambourari.

### Kentriko Zagori (centraal Zagori)
Ano Pedina, Asprangeli, Vitsa, Vradeto, Vrysochori, Dikorfo, Dilofo, Dipotamo, Elati, Elafotopos, Iliochori, Kalota, Kapesovo, Kato Pedina, Kipoi, Koukouli, Laista, Leptokarya, Manassi, Monodendri, Negades, Skamneli, Tsepelovo, Frangades.

### Dytiko Zagori (westelijk Zagori)
Agios Menas, Aristi, Vikos, Megalo Papingo, Mikro Papingo, Mesovouni.